# Luxora
Luxora est une ville de l'État américain de l'Arkansas, située dans le comté de Mississippi. Selon le recensement de 2010, sa population est de 1 178 habitants.

## Démographie
| 1900 | 1910 | 1920  | 1930  | 1940  | 1950  |
| ---- | ---- | ----- | ----- | ----- | ----- |
| 943  | 677  | 1 179 | 1 074 | 1 258 | 1 302 |

| 1960  | 1970  | 1980  | 1990  | 2000  | 2010  |
| ----- | ----- | ----- | ----- | ----- | ----- |
| 1 236 | 1 566 | 1 739 | 1 338 | 1 317 | 1 178 |